# Erik Norström
Erik Norström (*  5. November 1935 in Örnsköldsvik; † 7. Juni 2019) war ein schwedischer Jazzmusiker (Tenorsaxophon, Komposition).

## Leben und Wirken
Norström wuchs in einer musikalischen Familie auf; sein Vater war Chorsänger, schrieb Lieder und spielte als Pianist Jazz und Tanzmusik. Zunächst lernte er Klavier; mit elf Jahren wurde er Klarinettist in der örtlichen Blaskapelle. Mit anderen Mitglieder dieses Orchesters gründete er eine Dixielandband. Seine Eltern schenkten ihm 1951 ein Tenorsaxophon, auf das er sich konzentrierte. 1953 erlebte er Lars Gullin in Kramfors, was für ihn musikalisch entscheidend wurde. Im selben Jahr gründete er sein eigenes Quintett, das in den kommenden Jahren in Tanzlokalen rund um Örnsköldsvik auftrat und oft auch im Volkspark der Stadt auftrat.
Durch eine Radiosendung wurde Norström 1956 landesweit als vielversprechender Jazzmusiker bekannt. Im selben Jahr zog er nach Göteborg, um sich dem Quintett von Gunnar Johnson anzuschließen, zu dem Jan Johansson und Sonya Hedenbratt gehörten. Weiterhin spielte er mit Lars Gullin, aber auch mit durchreisenden Stars wie Dizzy Gillespie und Dexter Gordon. 1958/59 kam es zu drei Tourneen mit Jan Johansson und Stan Getz durch Schweden und Norwegen und Albumaufnahmen. 1960 trat er in Kopenhagen zusammen mit Jan Johansson und dem Bassisten Oscar Pettiford auf.
Norström gehörte dann zu Sören Ahrnots Big Band in Liseberg. 1963 war er auf dem Linienschiff Kungsholm engagiert und hatte so die Gelegenheit, achtmal nach New York City zu reisen, wo er zusammen mit Stan Getz Jazzclubs besuchte. Anschließend begann er bei einem Fernsehsender zu arbeiten und spielte im weiteren Verlauf der 1960er und in die 1970er Jahre hinein daneben in verschiedenen Tanzorchestern und schrieb auch Arrangements für diese.
Ab 1975 war Norström als Musiklehrer an der Partille Musikskola angestellt und absolvierte eine Musiklehrerausbildung. In Partille gründete und leitete er die Sävedalens Big Band, mit denen er auch regional und national auftrat. Weiterhin wirkte er in der Radiojazzgruppen in Stockholm bei Aufnahmen mit Mel Lewis, Bob Brookmeyer und der Sängerin Helen Merrill mit. Er spielte auch mit Gugge Hedrenius und 1978/79 ersetzte er in der Sandviken Big Band Jonken Jonsson. In der Bigband von Sveriges Radio unter der Leitung von Arne Domnérus nahm er 1979 die LP Swedish Radio Big Band – Gloomy Eyes auf.
Zwischen 1982 und 1996 wirkte Norström als Saxophonist und Organisator in der Bohuslän Big Band mit. Später gehörte er zu Gruppen unter der Leitung von Jan Allan und spielte in und um Göteborg mit Ulf Wakenius und anderen jüngeren Musikern. Er komponierte sowohl für Jazzbands als auch für Blasorchester; die Kompositionen hatten auch über seinen Tod hinaus Bestand. Auch verfasste er die Musik für die Filmkomödie Sommarkvetter (1988).
1986 wurde Norström mit dem Jan-Johansson-Preis für seine Verdienste um den Jazz seit den 1950er Jahren ausgezeichnet.